# Alberto Consiglio
Alberto Consiglio (Napoli, 25 marzo 1902 – Roma, 21 ottobre 1973) è stato un giornalista, politico e sceneggiatore italiano.

## Biografia
Entrato giovanissimo nel giornalismo, fu redattore delle riviste Solaria, Pegaso, Nuova Antologia e Italia letteraria. Si dedicò anche alla saggistica e, nel dopoguerra, fu redattore del quotidiano monarchico Italia Nuova e direttore de Il Risorgimento (1947-1948) e de Il Mezzogiorno. Dopo essersi trasferito a Roma, cominciò una lunga collaborazione con Il Tempo, il giornale per il quale scrisse il suo ultimo articolo. 

Fu anche deputato nella prima legislatura repubblicana con il Partito Nazionale Monarchico.

## Filmografia

### Soggettista
- Fortuna (1940) di Max Neufeld
- Cento lettere d'amore (1940) di Max Neufeld
- La fanciulla di Portici (1940) di Mario Bonnard
- Giarabub (1942) di Goffredo Alessandrini
- Roma città aperta (1945) di Roberto Rossellini

### Sceneggiatore
- Gli ultimi filibustieri (1943) di Marco Elter
- Il figlio del corsaro rosso (1943) di Marco Elter
- L'uomo della croce (1943) di Roberto Rossellini
- Inviati speciali (1943) di Romolo Marcellini
- La vita torna (1943) di Pier Luigi Faraldo

- L'invasore (1949) di Nino Giannini
- Il capitano nero (1950) di Giorgio Ansoldi

## Opere (selezione)
- Alberto Consiglio, Scipione e la conquista del Mediterraneo, Milano, F.lli Treves, 1937.
- Alberto Consiglio, Vita di Vittorio Emanuele 3, Milano, Rizzoli, 1950.
- Alberto Consiglio, Crudeli cieli, Roma, Canesi, 1960.
- Alberto Consiglio, La rivoluzione napoletana del 1799 : fine di un reame, Milano, Rusconi, 1998.
- Alberto Consiglio, Calabria nuova, ritratto d'una regione, Edizioni Ararat, Roma, 1972.

### Traduzioni
- Jérôme Carcopino, Silla o la monarchia mancata, traduzione di Alberto Consiglio, Roma, Longanesi, 1943.

### Curatele
- Edoardo Scarfoglio, Le più belle pagine, a cura di Alberto Consiglio, Milano-Roma, Treves-Treccani, 1932.
- Alberto Consiglio (a cura di), Antologia dei poeti napoletani, Milano, A. Mondadori, 1973.